# Arcilla de bola
Las  arcillas de bola  son  arcillas  sedimentarias  caolínicas, que a menudo consisten de 20-80% de caolinita, 10- 25% de mica, 6-65% de cuarzo. Localizadas en  vetas en el mismo depósito tienen variaciones en la composición como la cantidad de los  minerales principales, de los minerales accesorios o de materiales carbonosos como el lignito. Son de grano fino y plásticas en la naturaleza.
La arcilla de bola es una arcilla con mucha plasticidad y poco calcio que se extraía manualmente, a finales del siglo XIX, en los campos del sur de Inglaterra. Su nombre procede de las bolas que hacían los mineros para facilitar su extracción.
Las arcillas de bola son depósitos relativamente escasos debido a la combinación de los factores geológicos necesarios para su formación y preservación. Se extraen en minas  del este de los Estados Unidos y de tres yacimientos en Devon y Dorset al suroeste de Inglaterra. Son comúnmente utilizadas en la construcción de muchos artículos de cerámica, donde su función principal es impartir plasticidad y ayudar a la estabilidad reológica durante los procesos de conformación.

## Historia
El nombre de "arcilla de bola" se cree que deriva de la época en que la arcilla se extraía a mano. Cortada en cubos de 15 a 17 kilos de peso, durante su transporte las esquinas de los cubos se redondeaban adquiriendo la forma de "bolas".
El uso cerámico de las arcillas de bola en  Bretaña se remonta al menos a la época romana. Un comercio más reciente se inició cuando una arcilla era necesaria para la construcción de pipas de tabaco en los siglos XVI y XVII. En 1771 Josiah Wedgwood firmó un contrato por 1.400 toneladas al año de arcilla de bola con Thomas Hyde de Purbeck lo que le permitió elaborar cerámicas de paredes más finas.